# Jassim-Bin-Hamad-Stadion
Das Jassim-Bin-Hamad-Stadion (arabisch ملعب جاسم بن حمد, DMG Malʿab Ǧāsim b. Ḥamad) ist ein Fußballstadion in der katarischen Stadt ar-Rayyan, westlich der Hauptstadt Doha.

## Geschichte
Das Jassim-Bin-Hamad-Stadion wurde 1974 eröffnet und 2004 sowie von 2009 bis 2010 grundlegend renoviert. Die Anlage fasst heute 15.000 Zuschauer. Der Fußballerstligist al-Sadd SC bestreitet seine Heimspiele hier. Die Sportstätte dient der katarischen Fußballnationalmannschaft als ein Heimspielort. 2006 fanden hier Partien des Männer-Fußballturniers der Asienspiele statt. Darunter war das Endspiel zwischen Katar und dem Irak. 2011 war das Jassim-Bin-Hamad-Stadion einer der Spielorte der Fußball-Asienmeisterschaft.
Am 23. Dezember 2016 wurde hier das Spiel um die Supercoppa Italiana zwischen Juventus Turin und dem AC Mailand (1:1 n. V., 3:4 i. E.) ausgetragen. Schon 2014 standen sich Juventus Turin als Meister und der SSC Neapel (2:2 n. V., 5:6 i. E.) als Pokalsieger in Doha gegenüber.